# Novembre 1915

## Événements
- Création en France d’un Service d’utilisation des produits coloniaux pour la Défense nationale.
- Offensive autrichienne en Bucovine. Occupation de la Serbie et du Monténégro.

- 10 novembre : quatrième offensive italienne sur l’Isonzo que les troupes ne parviennent toujours pas à franchir.

- 14 novembre : Tomáš Masaryk, professeur de philosophie austro-hongrois réfugié à Paris depuis un an, publie un manifeste demandant la création d'un état tchécoslovaque dont ferait partie la Bohême, la Moravie et la Slovaquie[1].

- 16 novembre (Mali)[2] : début du soulèvement des Bobo du cercle de San contre l’administration coloniale française, opposés au travail forcé et à la conscription obligatoire pour les champs de bataille européens. Il est durement réprimé et quelques chefs Bobo sont pendus à Tominian en 1916.

- 17 novembre :
  - France : premier saut militaire en parachute par Constant Duclos;

- 23 novembre : 
  - Serbie : battue sur tous les fronts, l’armée serbe bat en retraite vers l’Albanie d’où elle est évacuée vers Corfou.

- 25 novembre :
  - Allemagne : L’équation d'Einstein1 est publiée pour la première fois par Albert Einstein

## Naissances
- 1er novembre : Frances Hesselbein femme d'affaires américaine († 11 décembre 2022).
- 3 novembre : André Dequae, homme politique belge († 17 août 2006).
- 4 novembre : Jean Laby, une des premières physiciennes de l'atmosphère australienne.
- 12 novembre : Roland Barthes, écrivain et critique français († 25 mars 1980).
- 17 novembre : Albert Malbois, évêque catholique français, évêque émérite d'Évry.
- 18 novembre : René Margotton, illustrateur et peintre français († 22 décembre 2009).
- 20 novembre : Hu Yaobang, secrétaire général du Parti communiste chinois († 15 avril 1989).
- 25 novembre : Augusto Pinochet, dictateur Chilien, († 10 décembre 2006).
- 27 novembre : Yves Thériault, auteur († 20 octobre 1983).
- 30 novembre : Brownie McGhee, chanteur et guitariste de blues américain († 16 février 1996).

## Décès
- 10 novembre : Louis Nattero, peintre marseillais (° 16 octobre 1870).
- 24 novembre : Gabriel von Max, peintre autrichien né en Bohême (° 23 août 1840).